# Sindefendologie
Sindefendologie je vědní disciplína zabývající se sebeobranou jako svým materiálním předmětem (z esperantských slov sin = 4. pád od zvratného zájmena se, defendo = obrana).
Základní principy sindefendologie položil v 50. letech 20. století Ivan Špička. Sindefendologii je nadřazená alogodika, což je teoretická i praktická nauka o řešení všech typů úkorných situací. Úkornou situací je přitom míněn přechodný či trvalý stav, v němž dochází k újmě bytí. Autoři od sindefendologie odlišují sinprotektologii, což je nauka o sebeochraně. Sebeochrannými situacemi jsou míněny takové, které sice vyžadují použití násilí, ne však jeho krajní formy. Sebeobranné situace jsou pak natolik eticky a společensky závažné, že může být ospravedlněno i použití krajních forem násilí.
Zájemci o sindefendologii se sdružovali v klubu Alogodos, který se angažoval v zákonné úpravě používání střelných zbraní v sebeobraně a v zákonné úpravě ust. § 13 trestního zákona "nutná obrana" (nyní ust. § 29 trestního zákoníku).

## Principy
Sindefendologie definuje tři postuláty sebeobrany:
1. "Bojové [používá se v nich násilí] situace, ve kterých je jejich účastník [...] (jedinec nebo malá skupina) oprávněn z důvodů eticky a společensky závažných k dosažení svého cíle použít proti jedinci nebo malé skupině krajních forem násilí, nazýváme sebeobranné."[7]
2. "Cílem sebeobranné situace je vítězství nebo výsledek nerozhodný"[8]
3. "Výsledek střetnutí musí v maximální možné míře záviset na činnosti [...] [obránce] [...] a jeho cena musí být minimální."[9]

Na základě těchto postulátů studuje sindefendologie různé aspekty sebeobranné situace, zejména následující:
1. technika: jednotlivé fyzické akce použitelné v sebeobraně (údery, použití různých zbraní); autoři sindefendologie vycházejí z úderové techniky karate[1]; na základě měření reakčních dob[2] dovozují autoři nevhodnost využití krytů v sebeobraně (doba trvání úderu je srovnatelná či kratší než provedení krytu, jehož provedení však začne o reakční dobu později).
2. taktika: chování v rámci sebeobranné situace: zde hraje hlavní roli udržení bezpečí (třetí postulát) a to až do vyřešení situace (postulát druhý), zejména pomocí techniky (ovlivněním vzniku sebeobranné situace se zabývá produkce situací, která je v širším smyslu součástí taktiky). Je popsáno šest taktických prvků (v monosignální sebeobraně jsou analogicky nazvány figurami), které zajišťují bezpečnost obránce v průběhu útočné akce (stav útočníkovy mysli se poznává z ideoaktivity, drobných fyzických projevů mentální aktivity útočníka):
  - (nultý) útočník neví, že je v sebeobranné situaci;
  - (první) útočníkova mysl spontánně celkově usnula;
  - (druhý) útočníkova mysl ulpěla na nesouvisejícím předmětu;
  - (třetí) útočníkova mysl ulpěla na akci, kterou právě dokončil;
  - (čtvrtý) útočník má blokované sensorické (zejm. zrakové) vnímání;
  - (pátý) útočník je blokován mechanicky.
3. mentální průprava: ovlivnění stavu mysli tak, aby umožňovala uskutečnění řešení sebeobranné situace v souladu s postuláty; sem patří mj. kontrola instinktivních reakcí v sebeobranné situaci a poznání skutečných cílů vlastního jednání. [10]